# 祖胡鲁尔·哈克
祖胡魯爾·哈克（1926年10月11日—2017年1月18日）是一位伊斯兰学者，以孟加拉语、阿萨姆语和英语古兰经翻译而闻名。